# Обман (фильм, 2007)
«Обман» (англ. The Lookout) — американский фильм 2007 года режиссёра Скотта Фрэнка.

## Сюжет
Во время вождения автомобиля, Крис Пратт выключает свет и врезается в комбайн на дороге. Двое его друзей погибают в аварии, в то время как он и его подруга Келли остаются в живых. После аварии Крис начал страдать от антероградной амнезии и других ментальных проблем.
Четыре года спустя он посещает классы, где его обучают навыкам, которые могли бы ему помочь справиться с его проблемами с памятью. Он живёт со слепым товарищем по имени Льюис и получает финансовую помощь от своей семьи. По ночам он работает уборщиком в небольшом банке, и пытается убедить менеджера повысить его до должности кассира. Через какое-то время он встречает Гари, которого знает ещё со школы. Гари использует Лавли Лемонс, чтобы заманить его, а затем убеждает Криса поучаствовать в ограблении банка.

## В ролях
- Джозеф Гордон-Левитт — Крис Пратт
- Лора Вандерворт — Келли
- Джефф Дэниэлс — Льюис
- Мэттью Гуд — Гари
- Айла Фишер — Лувли Лемонс
- Карла Гуджино — Джанет, соцработник
- Брюс Макгилл — Роберт Пратт, отец Криса
- Альберта Уотсон — Барбара Пратт, мать Криса
- Алекс Борштейн
- Серджо Ди Зио
- Дэвид Хубанд

## Восприятие
Фильм получил преимущественно положительные отзывы критиков. На сайте Rotten Tomatoes фильм имеет рейтинг 87 % на основе 166 рецензий со средним баллом 7,3 из 10. На сайте Metacritic фильм получил оценку 73 из 100 на основе 33 рецензий, что соответствует статусу «в основном положительные рецензии».

## Награды и номинации
| Премия            | Категория                                 | Номинант                                                                 | Результат |
| ----------------- | ----------------------------------------- | ------------------------------------------------------------------------ | --------- |
| «Независимый дух» | Лучший дебютный фильм                     | Скотт Фрэнк, Роджер Бирнбаум, Гэри Барбер, Лоуренс Марк, Уолтер Ф. Паркс | Победа    |
| «Спутник»         | Лучший фильм — драма                      |                                                                          | Номинация |
| «Спутник»         | Лучшая мужская роль второго плана — драма | Джефф Дэниелс                                                            | Номинация |
| «Спутник»         | Лучший оригинальный сценарий              | Скотт Фрэнк                                                              | Номинация |
| «Спутник»         | Лучшая музыка к фильму                    | Джеймс Ньютон Ховард                                                     | Номинация |
| «Спутник»         | Лучший монтаж                             | Джилл Сэвитт                                                             | Номинация |